# Peeping Pete
Peeping Pete er en amerikansk stumfilm fra 1913 af Mack Sennett.

## Medvirkende
- Mack Sennett som Pete.
- Ford Sterling.
- Roscoe Arbuckle.
- Nick Cogley.
- Beatrice Van.